# Waldecker Rind
Das Waldecker Rind war eine einfarbig rote bis rotbraune Hausrindrasse aus dem Gebiet des Fürstentums Waldeck. Seine Ursprünge lassen sich auf einheimisches Landvieh zurückführen.

## Herkunft und Geschichte
Das Waldecker Rind war das Ergebnis natürlicher Selektion unter den besonderen Bedingungen des Waldecker Berglandes, wo lange Winter, magere Böden und kleinbäuerliche Strukturen dominierten. Die Zucht erstreckte sich um 1900 über die Kreise Twiste, Eisenberg und Eder. Dort war das Rind für bäuerliche Existenzen von zentraler Bedeutung – als Milchlieferant, Zugtier und Fleischquelle gleichermaßen.
Im 19. Jahrhundert erkannte man das Waldecker Rind als eigenständigen regionalen Schlag innerhalb des süddeutschen Rotviehkomplexes. Die Grundlage bildete ein rotbraunes einheimisches Landvieh mit Einflüssen des Frankenviehs. Frühere Einflüsse von Braunvieh (Allgäuer/Schweizer) auf Schädelform, Beckenbildung und Milchleistung wurden vermutet. Werner Ritgen kritisierte in seiner Dissertation über die Rasse 1903 im Besonderen die unkontrollierte Einkreuzung fremder Rassen (z. B. Simmentaler Fleckvieh, Schweizer Braunvieh), die zeitweise zur Rückentwicklung von Eigenschaften führte. Dennoch wurde spätestens seit Mitte des 19. Jahrhunderts die Reinzucht durch landwirtschaftliche Vereine aktiv gefördert. Diese etablierten auch Prämienschauen zur Verbesserung der Qualität.
Ab etwa 1912 führten Waldecker Zuchtgenossenschaften ein eigenes Herdbuch, um den Schlag einheitlich zu dokumentieren und zu verbessern. 1911 trat das Waldecker Rind dem Verband mitteldeutscher Rotviehzüchter bei, der später im reichsweiten Verband deutscher Rotviehzüchter aufging. 1936 wurden noch etwa 12.000 reinrassige Waldecker Rinder gezählt – eine beachtliche Zahl im Vergleich zu verwandten Schlägen. Die Tiere galten als besonders widerstandsfähig, genügsam und verlässlich.
Der Niedergang setzte bereits in den 1930er Jahren ein, als spezialisierte Hochleistungsrassen in der Zucht bevorzugt wurden. Nach dem Zweiten Weltkrieg intensivierte sich die Verdrängung: leistungsstärkere Milchrindrassen und schwere Fleischrinder sowie Traktoren als Ersatz für Zugtiere machten das Waldecker Rind zunehmend obsolet. Der letzte reinrassige Höhenviehbulle wurde 1964 eingesetzt, danach verschwand das Waldecker Rind sukzessive aus der Herdbuchzucht.

## Merkmale und Nutzung
Das Waldecker Rind war ein mittelrahmiges, einfarbig rot bis rotbraun gefärbtes, gehörntes Rind mit unbehaarten, hellfleischfarbenen Schleimhäuten. Es war muskulös, aber nicht massig, mit einem markanten Kopf und guter Beckenbildung.
- Körperbau: Der Körper war rechteckig bis leicht trapezförmig, mit tiefer Brust, breitem Rücken, einem mäßig langen, festen Becken und korrektem Fundament. Die Stirn war breit, der Nasenrücken leicht konkav. Die Widerristhöhe betrug bei Kühen etwa 125–130 cm, bei Bullen rund 135 cm. Das Gewicht lag bei Kühen zwischen 550 und 600 kg, bei Bullen zwischen 700 und 900 kg.

- Nutzung: Als typisches Dreinutzungsrind wurde es für Milch, Fleisch und Zugleistung genutzt. Dokumentiert sind durchschnittliche Jahresmilchleistungen von 2.500 bis 3.600 kg bei 3,8–4,2 % Milchfett, wobei einzelne Spitzenkühe deutlich höhere Werte erreichten. Die Milch wurde überwiegend hauswirtschaftlich verarbeitet. Die Ochsenmast war verbreitet – junge Bullen wurden häufig als Zugochsen verwendet und nach einigen Jahren der Arbeit gemästet. Die Fleischqualität wurde als schmackhaft, gut marmoriert und marktgängig beschrieben.

- Eigenschaften: Werner Ritgen hebt die hervorragende Fruchtbarkeit, Langlebigkeit, Widerstandsfähigkeit gegen Krankheiten, leichte Abkalbung und Wetterhärte hervor. Das Rind zeigte ein ruhiges Temperament, war führig und arbeitswillig. Die Tiere passten sich gut an die regionalen Futterverhältnisse und das bergige Gelände an. Besonders betont wurden Ausdauer und Kraft beim Ziehen von Pflug und Wagen.

- Zucht und Haltung: Die Zucht erfolgte überwiegend in kleinen bäuerlichen Betrieben mit 3–6 Kühen. Gedeckt wurde zumeist mit regionalen Zuchtbullen, teils auch Gemeindebullen, im Natursprung. Die Aufzucht der Kälber erfolgte am Muttertier, später mit Heu und Futterrüben. Ställe waren einfach, aber zweckmäßig.

## Rückgang und Übergang in das Rote Höhenvieh
Die Mechanisierung der Landwirtschaft sowie das Zuchtziel „Leistung“ führten zur Abwertung alter Landrinderschläge wie dem Waldecker Rind. Die Tiere wurden im Zuge staatlich geförderter Umzüchtungsmaßnahmen mit Hochleistungsrassen wie Angler Rind oder Gelbvieh gekreuzt. Diese Kreuzungen veränderten das Erscheinungsbild und die Leistungsausprägung erheblich, die Reinzucht erlosch.
Spätestens ab den 1970er Jahren galten reinrassige Waldecker Tiere als verschwunden. In den 1980er Jahren formierten sich Initiativen zum Erhalt alter Haustierrassen. Da viele Schläge kaum noch rein vorlagen, wurden Resttiere unterschiedlicher Herkunft genetisch erfasst und ab 1984 unter dem Namen Rotes Höhenvieh zusammengefasst.
So entstand eine Sammelrasse, die Elemente verschiedener Schläge vereint: Vogelsberger Rind, Rhönvieh, Harzer Rotvieh, Westerwälder Rotvieh, Wittgensteiner Rotvieh und eben das Waldecker Rind. Das Ziel war nicht die Rückzüchtung einzelner Schläge, sondern die langfristige Erhaltung genetischer Vielfalt. Teile des Erbguts des Waldecker Rinds leben somit heute im Roten Höhenvieh fort. Die GEH führt die Rasse als gefährdet und unterstützt ihre Erhaltungszucht.